# Gilberto Mora
Gilberto Rafael Mora Zambrano (* 14. října 2008) je mexický profesionální fotbalista, který hraje na pozici ofenzivního záložníka za Club Tijuana a mexický národní tým.

## Mládí
Mora se narodil 14. října 2008 v Tuxtla Gutiérrez v Mexiku. Je synem bývalého fotbalisty Gilberta Mory.

## Klubová kariéra
Mora se připojil k mládežnické akademii Clubu Tijuana a byl popsán[kým?] jako „jeden z nejvýraznějších hráčů v mládežnických kategoriích klubu“. Po pouhých několika týdnech tréninku s prvním týmem ho zařadil hlavní trenér Juan Carlos Osorio do kádru pro sezónu 2024/25.
Dne 19. srpna 2024 si odbyl svou premiéru v Lize MX proti Santos Laguna, když v 72. minutě nahradil Efraína Álvareze a asistoval při gólu Jaimeho Álvareze. Tijuana zvítězila 3:1. Ve věku 15 let a 10 dnů se Mora stal nejmladším debutantem v historii Tijuany, třetím nejmladším hráčem, který debutoval v Lize MX, a nejmladším hráčem, který si připsal asistenci. Dne 31. srpna Mora vstřelil svůj první gól při vítězství Tijuany 2:1 nad Leónem, čímž se ve věku 15 let a 320 dnů stal nejmladším hráčem, který vstřelil gól v mexické nejvyšší soutěži.

## Reprezentační kariéra
Na mezinárodní úrovni hrál Mora za Mexiko v týmech do 15, 16 a 17 let. V týmu do 15 let odehrál šestnáct zápasů a vstřelil devět gólů, a ve svých pouhých 15 letech vedl tým do 17 let jako kapitán.
Dne 16. ledna 2025 debutoval Mora v seniorském národním týmu v neoficiálním přátelském zápase proti Sport Club Internacional, což z něho ve věku 16 let činí nejmladšího hráče, který se objevil v národním týmu.
Mora byl zařazen na předběžný seznam 60 hráčů pro závěrečnou fázi Ligu národů CONCACAF 2024/25 a byl součástí 26členného týmu pro Zlatý pohár CONCACAF 2025. Dne 28. června dostal místo v základní sestavě ve čtvrtfinálovém zápase proti Saúdské Arábii, čímž se oficiálně stal nejmladším hráčem, který kdy debutoval za Mexiko. V dalším zápase, semifinálovém střetnutí proti Hondurasu, si zapsal svou první asistenci. Poté nastoupil ve finále proti Spojeným státům, kde Mexiko získalo svůj desátý titul.

## Statistiky

### Klubové
Platí k zápasu hranému 16. července 2025.
| Klub              | Sezóna            | Liga              | Liga   | Liga | Národní pohár | Národní pohár | Ostatní | Ostatní | Celkově | Celkově |
| Klub              | Sezóna            | Soutěž            | Zápasy | Góly | Zápasy        | Góly          | Zápasy  | Góly    | Zápasy  | Góly    |
| ----------------- | ----------------- | ----------------- | ------ | ---- | ------------- | ------------- | ------- | ------- | ------- | ------- |
| Tijuana           | 2024/25           | Liga MX           | 30     | 2    | —             | —             | —       | —       | 30      | 2       |
| Tijuana           | 2025/26           | Liga MX           | 2      | 0    | —             | —             | 0       | 0       | 2       | 0       |
| Celkově v kariéře | Celkově v kariéře | Celkově v kariéře | 32     | 2    | 0             | 0             | 0       | 0       | 32      | 2       |

### Reprezentační
Platí k zápasu hranému 6. července 2025.
| Národní tým | Rok     | Zápasy | Góly |
| ----------- | ------- | ------ | ---- |
| Mexiko      | 2025    | 3      | 0    |
| Celkově     | Celkově | 3      | 0    |

## Úspěchy
Mexiko
- Zlatý pohár CONCACAF: 2025

Individuální
- All-Stars Ligy MX: 2025